# إعلان حقوق الإنسان والمواطن

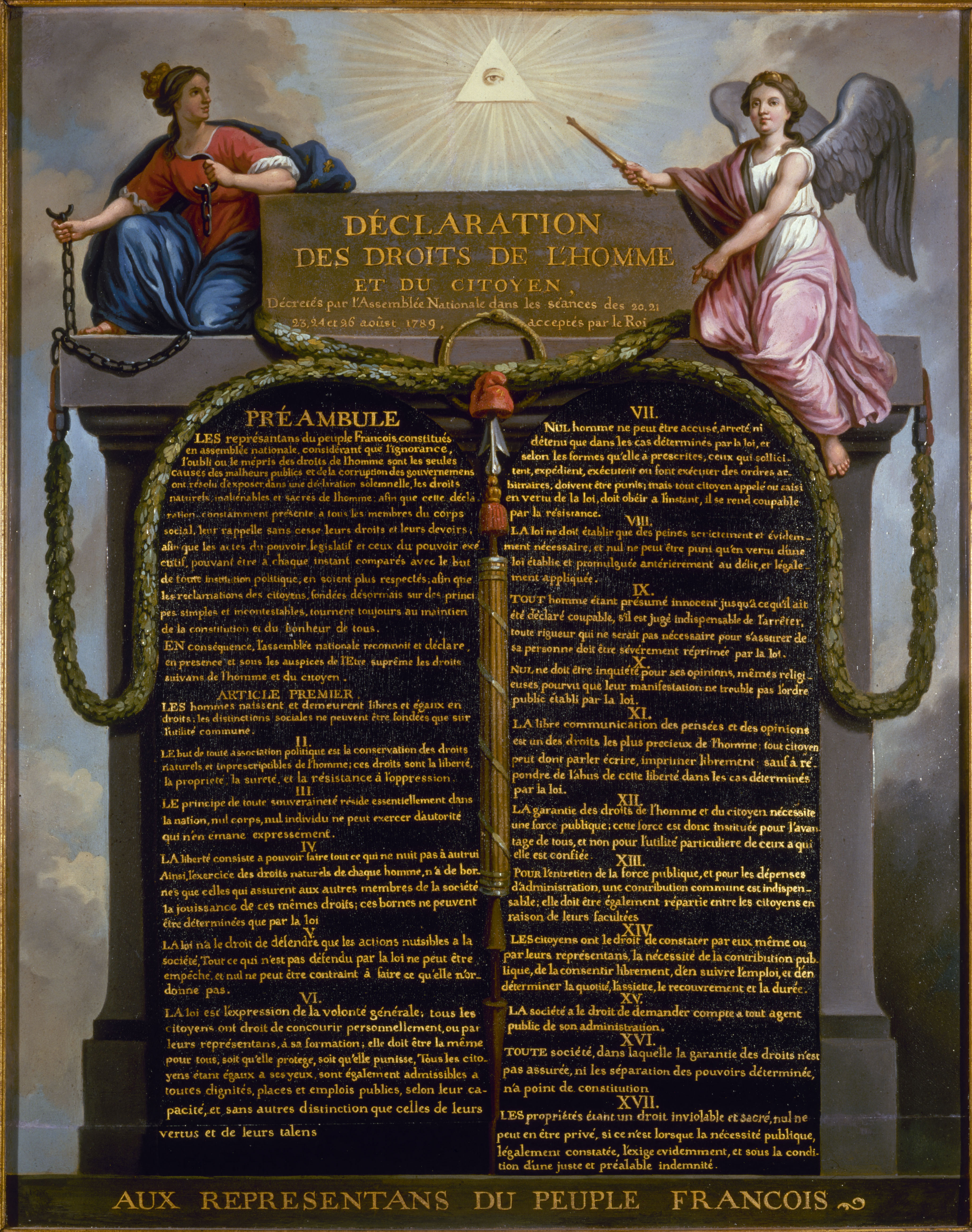
إعلان حقوق الإنسان والمواطن

إعلان حقوق الإنسان والمواطن (بالفرنسية: La Déclaration des droits de l'Homme et du citoyen)، هو الإعلان الذي أصدرته الجمعية التأسيسية الوطنية في 26 آب/أغسطس 1789. يعتبر الإعلان وثيقة حقوق من وثائق الثورة الفرنسية الأساسية وتُعرَّف فيها الحقوق الفردية والجماعية للأمة.
الإعلان متأثّر من فكر التنوير ونظريات العقد الاجتماعي والحقوق الطبيعية التي قال بها مفكرون أمثال جان جاك روسو، جون لوك، فولتير، مونتيسكيو، وهو يشكل الخطوة الأولى لصياغة الدستور. رغم أن الإعلان حدّد حقوق البشر دون استثناء (وليس حقوق المواطنين الفرنسيين فقط) إلا أنّه لم يحدد مكانة النساء أو العبودية بشكل واضح.
إن لمبادئ هذا الإعلان مكانة دستورية في القانون الفرنسي الحالي.

## تبني الإعلان
لقد صاغ الإعلان الـماركيز دي لافاييت وتبنته الجمعية الوطنية، وقد وُضِع كي يشكل أساسا للانتقال من حكم ملكي مطلق إلى حكم ملكي دستوري. هدفت العديد من مواد الإعلان إلى إلغاء بعض مؤسسات النظام القديم لفرنسا ما قبل الثورة. عمليّا، تحوّلت فرنسا إلى جمهورية وأصبح الإعلان من وثائقها الأساسية.
تعتمد مبادئ الإعلان على عدة مبادئ فلسفية وسياسية من عصر التنوير، مثل الفردية، العقد الاجتماعي كما عرّفه روسو، فصل السلطات بحسب مونتسكيو. وربما استفاد الفرنسيون من إعلان الاستقلال الأمريكي 3 أيار / مايو 1776 وإعلان فرجينيا للحقوق، 12 حزيران / يونيو 1776 الذي صاغه جورج مايسون.

## ملخص الإعلان
يحوي الإعلان نواة إعادة ترتيب المجتمع بشكل راديكالي. 6 أسابيع بعد سقوط الباستيل و3 أسابيع بعد إلغاء الإقطاع، نادى الإعلان بمبدأ سلطة الشعب وتساوي الفرص:
«الأمة هي مصدر كل سلطة. وكل سلطة للأفراد والجمهور من الناس لا تكون صادرة عنها تكون سلطة فاسدة.» - المادة الثالثة
يناقض هذا المبدأ وضع ما قبل الثورة حين اعتُبر الله مصدر سلطان الملك.
«ويجب أن يكون هذا القانون واحداً للجميع. أي أن الجميع متساوون لديه. ولكل واحد منهم الحق في الوظائف والرتب بحسب استعداده ومقدرته ولا يجوز أن يُفضل رجل على رجل في هذا الصدد إلا بفضيلته ومعارفه.» - المادة السادسة.
يوجد هنا تناقض واضح مع تقسيم المجتمع (قبل الثورة) إلى ثلاث طبقات: الكنيسة، النبلاء وعامة الشعب، وقد كان للطبقتسن الأوليين حقوقا خاصة. وهو يناقض بشكل خاص مبدأ ولادة الإنسان في طبقة النبلاء مما يمنحه حقوقا خاصّة.
يضمن الإعلان لكل المواطنين «الحرية... حق الملك وحق الأمن وحق مقاومة الظلم والاستبداد». يدّعي الإعلان أن الحاجة للقانون تنبع من «...أنه لا حدًَ لحقوق الإنسان الواحد غير حقوق الإنسان الثاني.» فبحسب الإعلان «إن القانون هو عبارة عن إرادة الجمهور»، ووظيفته ضمان مساواة الحقوق ومنع ما «فيه ضرر للهيئة الاجتماعية».
لقد وضع الإعلان وسائل وآليّات شبيهة بتلك المذكورة في الدستور الأمريكي وميثاق الحقوق الأمريكي الذي تمت صياغتهما في نفس السنة. مثل الدستور الأمريكي فإنه يتطرّق إلى الحاجة لضمان الأمن، ويحدّد مبادئ عامة للضرائب، خاصة المساواة في الضرائب (فرق هام عن وضع ما قبل الثورة إذ كان النبلاء والكنيسة معفيين من الضرائب). وتشدد على حق الجمهور في الشفافية، مما يجبر السلطة كشف كيفية صرف المال العام. مثل ميثاق الخقوق الأمريكي فإنه لا تسمح تنفيذ القانون الجنائي بأثر رجعي ويضع مبادئ أخرى مثل اعتبار الإنسان بريئا حتى تثبت إدانته، حرية التعبير وحرية الصحافة، وحرية العقيدة وإن بحدود «...على شرط أن تكون هذه الأفكار غير مخلة بالأمن العام». يقر الإعلان حق الملك مع الحفاظ على المصلحة العامة:
«بما أن حق الامتلاك من الحقوق المقدسة التي لا تُنقض فلا يجوز نزع الملكية من أحد إلا إذا اقتضت المصلحة العمومية ذلك اقتضاءً صريحاً وفي هذه الحالة يُعطي الذي تُنزع منه ملكيته تعويضاً كافياً.»

## مسائل أخرى
الإعلان، حسبما تم تفسيره في البداية، يعترف بمعظم الحقوق للذكر فقط ولم يعط حقوقا للنساء ولم يلغ الرق.
في 5 تشرين أول أكتوبر 1789، بعد المسيرة إلى فرساي، قامت نساء فرنسا بتقديم «عريضة النساء للجمعية الوطنية» طالبة منح المساواة للنساء. تم الاعتراض على عدم منح الإعلان حقوقا للنساء في إعلان حقوق النساء والمواطنات عام 1791. تم منح النساء المساواة في دستور الجمهورية الرابعة عام 1946.

## تأثيره في عصرنا
بحسب مقدّمة دستور الجمهورية الفرنسية الخامسة (أعلن في 4 تشرين أول أكتوبر 1958، وهو دستور فرنسا الحالي) فإن لمبادئ الإعلان مكانة دستورية. تم إلغاء العديد من القوانين والأنظمة لمناقضتها مبادئ الإعلان حسبما فسّرته الجمعية الوطنية.
للعديد من مبادئ الإعلان في 1789 تأثير بعيدة المدى في فرنسا المعاصرة:
- التشريعات التي تميّز بين المواطنين في المسائل الضريبية دونما سبب تعتبر ملغية لمناقضتها الدستور.
- لا تقبل اقتراحات للتمييز الإيجابي لأنه تناقض مبدأ المساواة.
- تُمنع الحكومة من الحد القانوني للاجتماعات لأن حرية الاجتماع حق أساسي.